# Ornithorhynchus
Ornithorhynchus es el único género de platípodos que incluye especies con ejemplares vivos en la actualidad: el ornitorrinco (Ornithorhynchus anatinus). 
También se conoce otra especie extinta, Ornithorhynchus maximus, datado entre el Plioceno Tardío y el Pleistoceno Tardío.